# Rodrigo Fernández (Fußballspieler, 1996)
Rodrigo Fernández, vollständiger Name Rodrigo Fernández Cedrés, (* 3. Januar 1996 in Montevideo, Uruguay) ist ein uruguayischer Fußballspieler, der als Mittelfeldspieler eingesetzt wird.

## Karriere
Fernández durchlief ab 2009 die Jugendabteilung des Danubio FC und rückte 2016 in die erste Mannschaft auf. Sein Debüt in der Primera División gab er am 3. September 2016 unter Trainer Leonardo Ramos bei der 1:2-Auswärtsniederlage gegen die Rampla Juniors, als er in der Startelf stand. In der Saison 2016 kam er auf neun Einsätze (kein Tor) in der Liga.
2019 wurde Fernández an den Club Guaraní in Paraguay verliehen, der ihn 2020 fest verpflichtete. Im März 2022 wechselte er im Rahmen eines Leihgeschäfts nach Brasilien zum FC Santos. Die Leihe lief bis Jahresende und enthielt eine Kaufoption, die Anfang 2023 gezogen wurde.
Zu Beginn des Jahres 2024 wechselte er leihweise nach Argentinien zu den Newell’s Old Boys, wo er bis zum Jahresende spielte. Danach wurde er an CA Independiente weiterverliehen.